# 大谷昌弘
大谷 昌弘（おおたに まさひろ、1991年 - ）は、NHKのアナウンサー。

## 人物
福島県いわき市出身。福島県立磐城高等学校、早稲田大学政治経済学部卒業後、2014年に入局。初任地は盛岡放送局。2017年4月に甲府放送局、2021年7月に秋田放送局、2024年4月に仙台放送局へ異動。

## 嗜好・挿話
乃木坂46のファンである。趣味はテニスで、小学5年生から高校生まで続けていた。
東日本大震災後、故郷・福島の復興を伝えていた。

## 現在の担当番組
- Nandary（なんだりー）（ラジオパーソナリティ：2025年3月31日[5] - ）
- 宮城県・東北地方のニュース
- スポーツ中継

## 過去の担当番組
盛岡放送局時代（2014年度 - 2016年度）
- NHKニュースおはよういわて
- NHKニュース845いわて
- 岩手県のニュース・中継・リポート
- ニュース645

甲府放送局時代（2017年度 - 2021年6月）
- あさイチ（2018年1月11日）
- うまいッ!（2018年11月11日）
- Newsかいドキ（キャスター：2019年4月 - 2021年3月、隔週で担当）
- 山梨県のニュース・中継・リポート

秋田放送局時代（2021年7月 - 2023年度）
- ○○三昧 「今日は一日“乃木坂46”三昧～第二章～」（進行:2022年2月11日）
- 沈黙の金曜日（2022年2月11日） ※「今日は一日“乃木坂46”三昧～第二章～」とのコラボで乃木坂46の秋元真夏、梅澤美波と一緒に電話出演した。
- ニュースこまち（キャスター：2022年4月4日 - 2024年3月22日）
- 秋田県のニュース・中継・リポート

仙台放送局時代（2024年度 - ）
- ウィークエンド東北（キャスター：2024年4月6日[3] - 2025年3月29日）
- やままる645（山形放送局への応援）（2024年7月31日）
- てれまさ
  - 岩野吉樹の代理キャスター（2024年9月30日 - 10月4日）